# Wikariat apostolski Rundu
Wikariat apostolski Rundu (łac.: Apostolicus Vicariatus Runduensis) – rzymskokatolicki wikariat apostolski w Namibii, obejmująca swoim zasięgiem część terytorium kraju.
Siedziba wikariusza apostolskiego znajduje się przy Katedrze w Rundu.

## Historia
- Wikariat apostolski Rundu powstał 14 marca 1994

## Biskupi
- ordynariusz: sede vacante
- ordynariusz senior: bp. Joseph Shipandeni Shikongo OMI

## Podział administracyjny
W skład wikariatu apostolskiego Rundu wchodzi 9 parafii

## Główne świątynie
- Katedra: Katedra w Rundu